# Mustaschtimalia
Mustaschtimalia (Malacopteron magnirostre) är en sydostasiatisk fågel i familjen marktimalior inom ordningen tättingar.

## Utseende
Mustaschtimalian är en 18 cm lång enfärgad marktimalia med krokförsedd grå näbb. Fjäderdräkten är mattbrun ovan, vitaktig under. Fåglar på Borneo (cinereocapilla, se nedan) har mörk hjässa. Den har vidare ett mörkt, dåligt avgränsad mustaschstreck och matt kastanjebrun stjärt. Liknande sotkronad timalia har mycket mörkare hjässa och saknar mustaschstrecket.

## Utbredning och systematik
Mustaschtimalian delas in i två underarter med följande utbredning:
- Malacopteron magnirostre magnirostre – förekommer i södra Myanmar, i södra Thailand, på Sumatra och på angränsande öar
- Malacopteron magnirostre cinereocapilla – förekommer på norra Borneo

## Levnadssätt
Mustaschtimalian hittas huvudsakligen i ursprunglig städsegrön lövskog, men även i ungskog och delvis avverkad skog. Den hittas upp till 900 meters höjd i Thailand, 800 meter på Sumatra och ibland 1200 meter på Borneo. Arten ses vanligen i smågrupper, ibland med andra arter, på medelhög höjd i vegetationen på jakt efter insekter. Den häckar från oktober och januari på Borneo, på fastlandet och Sumatra från februari till augusti. Den lägger två ägg i det skålformade boet som placeras cirka en meter upp i ett sly.

## Status och hot
Arten har ett stort utbredningsområde och det finns inga tecken på vare sig några substantiella hot eller att populationen minskar. Utifrån dessa kriterier kategoriserar IUCN arten som livskraftig (LC).